# Latibex Brésil
Le FTSE Latibex Brésil est un incide boursier de la bourse de Madrid. Il se compose de 9 des principales capitalisations boursières du Brésil.

## Composition
Au 15 août 2011, le FTSE Latibex Brésil se composait des titres suivants:
| Symbole  | Société                              | Poids indiciel | Secteur                    |
| -------- | ------------------------------------ | -------------- | -------------------------- |
| XBBDC SM | Banco Bradesco                       | 13.6 %         | Finance                    |
| XBRK SM  | Braskem                              | 7.0 %          | Matériaux                  |
| XCMIG SM | Companhia Energetica de Minas Gerais | 11.8 %         | Services aux collectivités |
| XCOP SM  | Companhia Paranaense de Energia      | 7.1 %          | Services aux collectivités |
| XELTO SM | Centrais Eletricas Brasileiras       | 8.8 %          | Services aux collectivités |
| XGGB SM  | Gerdau                               | 11.1 %         | Matériaux                  |
| XPBRA SM | Petroleo Brasileiro                  | 15.2 %         | Énergie                    |
| XUSIO SM | Usinas Siderurgicas de Minas Gerais  | 11.0 %         | Matériaux                  |
| XVALO SM | Vale SA                              | 14.5 %         | Matériaux                  |